# Papillon (1973)
Papillon ist ein US-amerikanisches Gefangenendrama aus dem Jahr 1973. Der Film basiert auf dem nach eigenen Angaben autobiografischen Roman Papillon von Henri Charrière. Regie führte Franklin J. Schaffner. 2017 entstand eine gleichnamige Neuverfilmung.

## Handlung
Der Film beginnt Anfang der 1930er Jahre mit der Deportation von etwa hundert Gefangenen aus Frankreich in die Strafkolonie Französisch-Guayana. Den Häftlingen wird erklärt, dass sie für Frankreich nicht mehr existieren und von Frankreich nichts mehr zu erwarten haben. Sie sollen nach Beendigung ihrer Haftstrafe nochmals ebenso lange als Kolonisten in der Verbannung in Guayana verbleiben.
Unter den Gefangenen, die schwerbewacht durch Marseille zum Hafen marschieren müssen, ist auch Henri Charrière, der wegen seines auf die Brust tätowierten Schmetterlings, dem Zeichen für Freiheit, Papillon genannt wird. Für einen Mord an einem Zuhälter, den er bestreitet, wurde Charrière zu lebenslanger Haft verurteilt.
Schon während der Überfahrt hat Papillon erste Fluchtgedanken und bespricht sich mit anderen Gefangenen, die die Teufelsinsel bereits kennen. Er befreundet sich mit dem bebrillten, etwas schrullig wirkenden Louis Dega, einem Fälscher, der in einer Kapsel, die er im Enddarm trägt, größere Geldmengen mit sich führt. Der kräftige Papillon dient sich dem schmächtigen Dega gegen entsprechende Bezahlung als Leibwächter an und rettet ihm das Leben, als dieser nachts von zwei Mithäftlingen attackiert wird, die an sein Geld wollen. Papillon schlitzt einem, ohne zu zögern, das Gesicht auf und wird zur Strafe dafür in einer äußerst unbequemen Körperposition im lauten Maschinenraum angekettet.
In Saint-Laurent angekommen, werden die Häftlinge in ein Durchgangslager verbracht. Dega und Papillon werden zum schweren Arbeitsdienst eingeteilt, da einer der Lagerleiter durch Degas gefälschte Staatsanleihen viel Geld verloren hat. Das brutale, sadistische Wachpersonal behandelt die Gefangenen mit mitleidloser Härte. Tod und Gewalt sind in der Strafkolonie allgegenwärtig; bald nach ihrer Ankunft wird ein Häftling vor versammelter Mannschaft durch die Guillotine hingerichtet.
Von ihrem Mithäftling Clusiot erfahren Papillon und Dega, dass mehrmals im Monat ein Mann namens „Richter“ in das Lager kommt, um von den Sträflingen Schmetterlinge, u. a. den Blauen Morphus, fangen zu lassen. Papillon kauft von Richter für einen völlig überhöhten Preis ein Boot und kann nach einem waghalsigen Sprung in den Fluss in den Dschungel flüchten. Er hat mit „Richter“ vereinbart, dass dieser ihm im Dschungel das Boot übergibt.
Stattdessen wird er bei der Übergabe von Kopfjägern festgenommen und in Einzelhaft auf die Insel Saint-Joseph verbracht, wo man ihn in einer verdreckten, beengten Zelle unterbringt. Sprechen ist strengstens untersagt, die Verpflegung schmeckt scheußlich. Nach einiger Zeit gelingt es Dega, Papillon Kokosnüsse in die Zelle zu schmuggeln, doch die Wärter kommen dahinter und ordnen ein halbes Jahr Dunkelhaft für ihn an. Da Papillon Dega nicht verrät, wird seine Verpflegungsration halbiert, was ihn fast umbringt. Halb wahnsinnig vor Hunger, jagt er in seiner Zelle Ungeziefer, um es zu verspeisen.
Nach Verbüßung seiner zweijährigen Einzelhaft wird Papillon auf die Krankenstation verlegt, wo er langsam wieder zu Kräften kommt und erneut auf Clusiot trifft. Dieser hat über den Radiologen des Lagers erneut ein Fluchtboot für Papillon organisiert. Mit Hilfe des Röntgenarztes organisieren Papillon, Clusiot und Maturette die Flucht. Clusiot wird jedoch von einer Wache gestellt und verletzt. In letzter Sekunde entschließt sich Dega ebenfalls zur Flucht und überwältigt die Wache. Zusammen mit der Kontaktperson fliehen die drei in die küstennahen Sümpfe. Das gekaufte Boot ist jedoch völlig morsch. Außerdem hat sich Dega, als er von der Gefängnismauer sprang, den Knöchel gebrochen.
Die Männer treffen auf einen im Gesicht tätowierten Vogeljäger, der zu ihrem Glück zwei am Boot auf sie wartende Kopfgeldjäger umgebracht hat und die Flüchtigen zur Taubeninsel bringt, wo sie von Leprakranken ein Boot kaufen können. Der Anführer der Leprakolonie gibt den dreien ein Segelboot und etwas Geld, sie stechen Richtung Honduras in See. Nach einer rauen Überfahrt legen sie an einem unbekannten Strand an, werden jedoch sofort von Soldaten gestellt. Nur Papillon und ein Gefangener, den die Soldaten eskortiert haben, können in den Dschungel entkommen. Dega kann wegen seines gebrochenen Knöchels nicht fliehen und bleibt am Strand zurück. Die Soldaten setzen vier Hasteros (einheimische Fährtensucher und Jäger) auf die Flüchtigen an. Während der Flucht wird der Gefangene von einer hochklappenden Falle durchspießt. Papillon wird von Blasrohrpfeilen getroffen, stürzt in einen Fluss und wacht in einem Indiodorf wieder auf.
Dort hat er eine Liebesbeziehung mit einer jungen Frau namens Zoraima und darf als Vertrauensbeweis dem Häuptling einen Schmetterling auf die Brust tätowieren. Nachdem Papillon längere Zeit in dem Indiodorf gelebt hat, wacht er eines Morgens auf und stellt fest, dass die Indianer das Dorf verlassen haben. Man hat ihm jedoch einige wertvolle Perlen hinterlassen. Mit dem Bus fährt er ins Landesinnere und überquert mit Hilfe einer Nonne die Grenze nach Kolumbien. Im Kloster glaubt er Unterschlupf zu finden, die Äbtissin misstraut Papillon jedoch. Er überlässt ihr seine Perlen als Pfand, solange er im Kloster bleibt. Die Äbtissin verrät ihn jedoch an die kolumbianische Polizei, bei der Verhaftung werden ihm beide Füße gebrochen. Kolumbien liefert Papillon wieder an Frankreich aus, und er büßt für seinen zweiten Fluchtversuch mit fünf Jahren Einzelhaft.
Nach seiner Entlassung aus der Einzelhaft trifft er im Gefängnisinnenhof seinen damals am Strand angeschossenen Fluchtpartner Maturette wieder. Dieser ist schwer krank und sagt Papillon, dass er jetzt frei sei, anschließend stirbt er vor Papillons Augen. Papillon wird schließlich auf die Île du Diable (Teufelsinsel) gebracht, wo er den Rest seiner Strafe verbüßen soll. Hier können sich die Gefangenen vollkommen frei bewegen, da hohe Klippen, starke Strömungen und haiverseuchte Gewässer eine Flucht praktisch unmöglich machen. Papillon trifft dort seinen alten Freund Dega wieder, der einige seltsame Marotten entwickelt hat und ein kleines Haus bewohnt, in dessen Garten er Schweine hält und Gemüse züchtet.
Nach den fünf Jahren Einzelhaft ist Papillon stark gealtert und körperlich durch die Folgen der gebrochenen Füße gehandicapt, sein Fluchtwille ist aber ungebrochen. Er entwickelt schließlich den Plan, gemeinsam mit Dega von einer Klippe ins Meer zu springen und sich auf Säcken voller Kokosnüsse ans Festland treiben zu lassen. Dega entschließt sich aber im letzten Moment dazu, auf der Insel zu bleiben, und erklärt Papillon, dieser würde bei der Flucht getötet werden. Papillon ist jedoch bereit, dies in Kauf zu nehmen, er springt von der hohen Klippe in die Brandung, und man sieht ihn auf den Kokosnusssäcken von der Insel wegtreiben.
Ein Erzähler aus dem Off erzählt, dass Papillon die Flucht von der Teufelsinsel geglückt sei und er den Rest seines Lebens als freier Mann verbracht habe. Zusätzlich wird erwähnt, dass „das Strafkoloniesystem ihn nicht überlebte“. Das Straflager auf der Teufelsinsel wurde 1953 endgültig geschlossen, Papillon starb hingegen erst 1973. Im Abspann sieht man die Ruinen des aufgegebenen Straflagers, das vom Dschungel überwuchert wird.

## Hintergrund
Gedreht wurde der Film zum Teil an Originalschauplätzen wie z. B. in Saint-Laurent-du-Maroni in Französisch-Guayana. Weitere Drehorte waren das baskische Hondarribia in Spanien, wo die Anfangsszenen spielen, und die karibische Insel Jamaika, wo in Ferris Cross die Szenen im Sumpf aufgenommen wurden, sowie die dortigen Kleinstädte Falmouth und Negril, wo unterhalb des heutigen Xtabi-Hotels die Höhlen-Szenen gedreht wurden. Jamaika erwies sich aus drei Gründen als ungünstiger Standort: Teile der Film-Crew betäubten sich mit dem dort leicht verfügbaren Marijuana, es wurden Ausrüstungs-Gegenstände im Wert von 30 000 Dollar gestohlen, und das Wetter erwies sich als äußerst launisch.  Der spektakuläre Klippensprung am Ende des Films wurde in Maui (Hawaii) gedreht. Das Budget betrug knapp über 14 Mio. US-Dollar.
Dustin Hoffman musste während der Dreharbeiten Kontaktlinsen tragen, um die hohe Stärke seiner Brille auszugleichen. Während der Filmaufnahmen in Jamaika wohnte Hoffman in Montego Bay. Steve McQueen erhielt zwei Millionen Dollar Gage und die vertragliche Zusicherung, im Vorspann vor Dustin Hoffman genannt zu werden. 
Der Stuntman Dar Robinson sprang für Steve McQueen am Schluss von der 30 m hohen Klippe auf der Ke'anae-Halbinsel (Maui) in die Brandung und startete damit seine Karriere. 
Der ehemalige Trampolinspringer galt als führender Spezialist für Sprünge aus großer Höhe und sprang beispielsweise 1979 vom CN Tower fast 500 Meter in die Tiefe, bevor er gebremst wurde. Steve McQueen beharrte allerdings darauf, selbst gesprungen zu sein, und bezeichnete das als die „aufregendste Erfahrung“ seines Lebens.
Henri Charrière konnte kurz vor seinem Tod noch die Dreharbeiten des Films besuchen und zeigte sich mit der Besetzung der Hauptrolle durch Steve McQueen sehr zufrieden. McQueen war mit Anfang 40 allerdings rund 15 Jahre älter als Charrière bei seiner Verbannung. Charrière starb fünf Monate, bevor der Film in die Kinos kam, an Krebs.
Der Name Henri Charrière wird im Film nie genannt. Er steht allerdings auf einer Tafel, die an der Tür von Papillons Einzelzelle hängt.

## Kritiken
„Heroisierende, aufwendig gestaltete Verfilmung des autobiografischen Romans von Henri Charriere. Härte und Sentimentalität verbinden sich zu einem großen Unterhaltungsspektakel, das die humanistische Botschaft der Vorlage unter effektvollen Bildern und teuren Dekorationen begräbt.“

„Nach dem autobiographischen Bestseller von Henri Charrière drehte Actionprofi Franklin J. Schaffner diesen ganz großen Publikumserfolg der frühen 70er. Die Vorbereitungen dauerten zwei Jahre. Hunderte Handwerker bauten das Originalstraflager in Spanien und auf Jamaika nach. Vor allem aber die erstklassige Besetzung mit Steve McQueen und Dustin Hoffman läßt diesen hochdramatischen und bildgewaltigen Thriller zu einem Meisterwerk werden. Fazit: Packend und dicht inszeniert. Längst ein Klassiker.“

## Auszeichnungen
- 1974 wurde Jerry Goldsmith für seine Filmmusik in der Kategorie Original Dramatic Score für einen Oscar nominiert.
- Steve McQueen wurde 1974 für einen Golden Globe für die beste männliche Hauptrolle nominiert.

## Synchronisation
| Rolle                      | Darsteller       | Synchronsprecher  |
| -------------------------- | ---------------- | ----------------- |
| Henri Charriére (Papillon) | Steve McQueen    | Klaus Kindler     |
| Louis Dega                 | Dustin Hoffman   | Manfred Schott    |
| Clusiot                    | Woodrow Parfrey  | Kurt E. Ludwig    |
| Maturette                  | Robert Deman     | Jürgen Clausen    |
| Toussaint                  | Anthony Zerbe    | Herbert Weicker   |
| Julot                      | Don Gordon       | Thomas Braut      |
| Lariot                     | Bill Mumy        | Michael Wuschick  |
| Dr. Chatal                 | George Coulouris | Leo Bardischewski |
| Warden Barrot              | William Smithers | Niels Clausnitzer |
| Pascal                     | Val Avery        | Wolf Peterson     |
| Santini                    | Ron Soble        | Manfred Seipold   |
| Äbtissin                   | Barbara Morrison | Carola Höhn       |
| Butterfly Trader           | Don Hanmer       | Harry Kalenberg   |
| Alter Betrüger (Sträfling) | E.J. André       | Erik Jelde        |
| Kommandant                 | Richard Angarola | Holger Hagen      |
| Vogeljäger (Masked Breton) | John Quade       | Gernot Duda       |
| Gefängniswärter            | Allen Jaffe      | Donald Arthur     |
| Alter Verwalter            | Liam Dunn        | Klaus W. Krause   |
| Kommandant                 | Dalton Trumbo    | Erik Jelde        |
| Epilogsprecher             |                  | Holger Hagen      |

Die Synchronisation erfolgte 1973 durch die Cine Adaption GmbH in München.